# Bathyaxius
Bathyaxius is een geslacht van kreeftachtigen uit de klasse van de Malacostraca (hogere kreeftachtigen).

## Soort
- Bathyaxius sugurui Sakai, 2014